# Mezinárodní organizace pro zákonnou metrologii
Mezinárodní organizace pro zákonnou metrologii, francouzsky Organisation Internationale de Métrologie Légale (OIML) je mezivládní organizace zabývající se standardizací metrologie.
Již v roce 1937 se v Paříži konala mezinárodní metrologická konference, jíž se účastnili delegáti 37 zemí. Jejím účelem bylo jednání o mezinárodní výměně zkušeností v oblasti metrologie a cejchování. Mezinárodní organizace pro zákonnou metrologii byla založena na ustavujícím zasedání v Paříži 12. října 1955; k jejím signatářům patří 59 států.
K úkolům OIML patří:
- provoz dokumentačního a informačního centra o národních metrologických a cejchovacích organizacích jakož i o jejich měřicích metodách
- překládání popisů měřicích přístrojů a jejich použití v jednotlivých státech
- stanovování obecných zásad zákonné metrologie
- sjednocování měřicích metod a postupů
- předkládání zákonných norem spojených s metrologií
- zkoumání charakteristických vlastností měřicích přístrojů a požadavků na ně kladených
- prohlubování vztahů mezi národními cejchovacími organizacemi a jejich zástupci v členských státech.